# Большемалешевский сельсовет
Большемалешевский сельсовет — административная единица на территории Столинского района Брестской области Беларуси. Административный центр — агрогородок Большое Малешево.

## История
Сельсовет образован в 1981 г.

## Состав
Большемалешевский сельсовет включает 5 населённых пунктов:
- Большое Малешево — агрогородок
- Коротичи — агрогородок
- Лутки — деревня
- Ольгомель — деревня
- Толмачево — деревня